# Pipalkot (Dailekh)
Pipalkot (nep. पिपलकोट) – gaun wikas samiti w zachodniej części Nepalu w strefie Bheri w dystrykcie Dailekh. Według nepalskiego spisu powszechnego z 2011 roku liczył on 544 gospodarstwa domowe i 3213 mieszkańców (1629 kobiet i 1584 mężczyzn).